# Nepean Highway

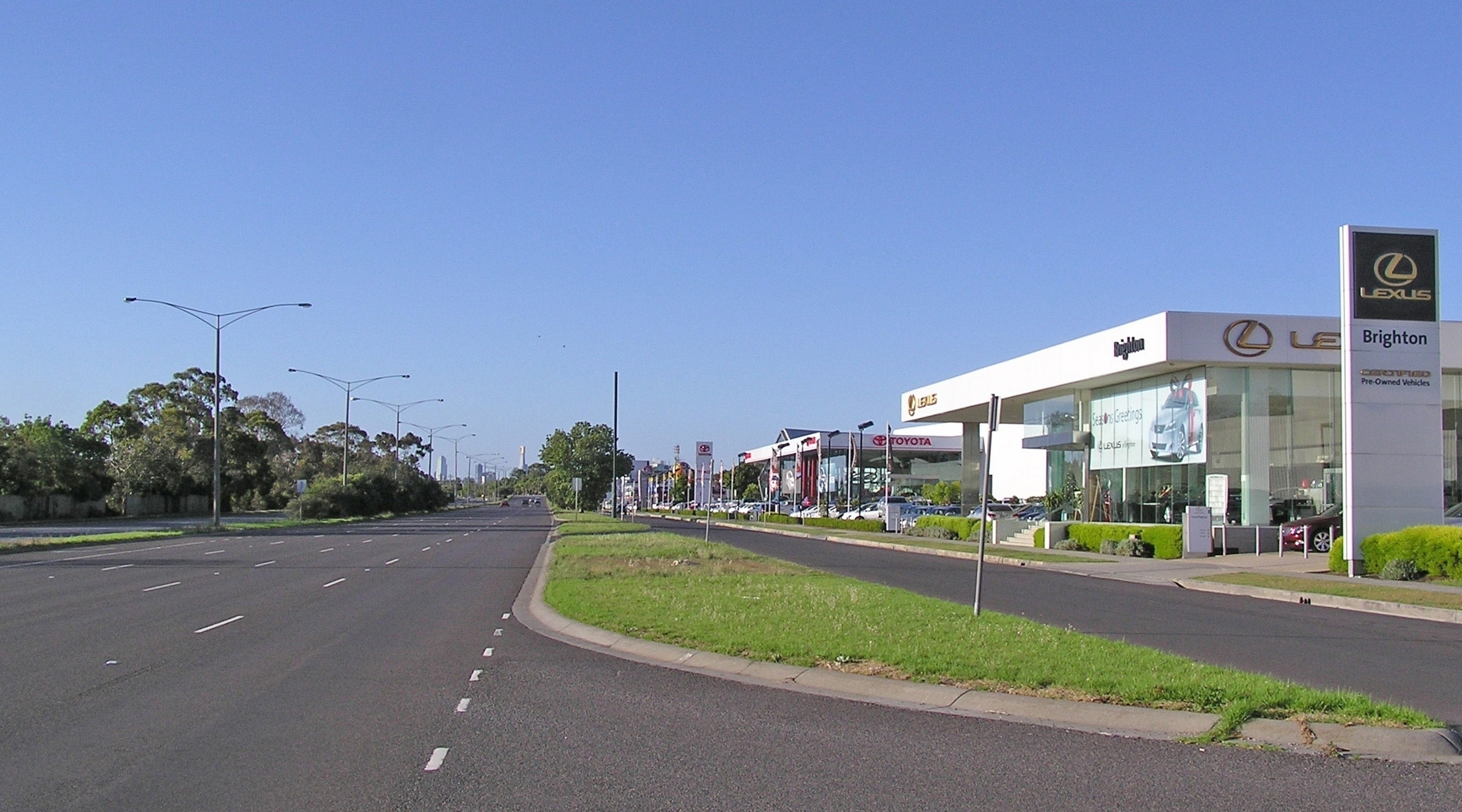
Nepean Highway in Elsternwick (Melbourne)

Der Nepean Highway ist eine Fernverkehrsstraße im Süden des australischen Bundesstaates Victoria. Er verbindet das Stadtzentrum von Melbourne mit Portsea an der Spitze der Mornington-Halbinsel entlang des Ostufers des Port Phillip. Er ist die wichtigste Straßenverbindung aus den südlichen Vororten in das Stadtzentrum von Melbourne.

## Geschichte
In den 1850er-Jahren entstand auf dieser Route die Arthurs Seat Road, ein sandiger Feldweg, der die Farmen südlich von Melbourne (die Alexander Balcombe gehörten) und die Siedlungen im südlichen Teil von Port Phillip, bis Point Nepean, an die Stadt anzubinden. Um die Wende des 19. zum 20. Jahrhundert wurde die Straße in Point Nepean Road umbenannt und seit 1948 heißt sie offiziell Nepean Highway. Diese Benennung bezieht sich auf Point Nepean, das wiederum nach dem britischen Politiker und Kolonialverwalter Sir Evan Nepean (1751–1822) benannt wurde.
Von den 1950er-Jahren bis etwa 1980 wurde die Straße nach und nach zwischen der Innenstadt von Melbourne und Mordialloc zu einer vierspurigen Schnellstraße ohne Mittelstreifen ausgebaut. Die Verbreiterung der Brücke in Mordialloc wurde schließlich Anfang 2009 abgeschlossen.

## Verlauf

### Von Melbourne nach Mornington
Der Nepean Highway beginnt am Ende der Swanston Street an der Kreuzung mit der Flinders Street im Stadtzentrum von Melbourne. Sie überquert die Princes Bridge, wo sie zur St. Kilda Road wird, ein vierspuriger Boulevard, auf dem auch die Straßenbahn fährt. Sie passiert das Victorian Arts Centre (ab dem sie die Nummer S3 trägt) und den Shrine of Remembrance, bevor sie die St.-Kilda-Kreuzung erreicht. Bald danach, an der Kreuzung mit der Carlisle Street, wechselt sie erneut ihren Namen in Brighton Road. Erst ab der Glen Huntly Road in Elsternwick heißt sie offiziell 'Nepean Highway'. Die Straßenbahnlinie Nr. 67 (Carnegie Tram) befährt diese Straße, bis sie in die Glen Huntly Road abbiegt.
Ab der Glen Huntly Road steigt die zulässige Höchstgeschwindigkeit von 50 km/h auf 80 km/h und die Straße wird zur achtspurigen Stadtautobahn mit Mittelstreifen. In Moorabbin wird die Breite wieder auf sechs Spuren reduziert, da die Straße durch die Vororte Cheltenham und Mentone verläuft. Anschließend, nach dem Kreisverkehr in Mordialloc, wird sie zur vierspurigen Straße ohne Mittelstreifen mit einer zulässigen Höchstgeschwindigkeit von 60–70 km/h. Der Weg führt weiter direkt am Port Phillip entlang nach Frankston und zum Olivers Hill hinauf, von wo aus man einen guten Überblick über Frankston und die Bucht hat.

### Mornington-Halbinsel
Kurz nach Mount Martha mündet der Highway in den Mornington Peninsula Freeway (S11), bis er in Richtung Dromana abbiegt. Hier wird der Nepean Highway zur Point Nepean Road und von hier aus ist auch Arthurs Seat leicht zu erreichen, von wo aus man einen schönen Blick auf die Bucht hat und an klaren Tagen die Wolkenkratzer von Melbourne (Entfernung: ca. 45 km) sieht. Anthony’s Nose ist eine Stelle zwischen Dromana und McCrae, an der eine Felsstufe am Südufer von Port Phillip zu Tage tritt. Der Highway verläuft zwischen The Nose und dem Ufer der Bucht. Sie wurde 1839 von Charles La Trobe benannt. In den 1920er-Jahren wurde The Nose verändert, damit die Straße bei Flut nicht täglich überschwemmt wurde.
Die Staatsstraße B110 verlässt die Mornington-Halbinsel in Sorrento und folgt der Fähre nach Queenscliff, ab wo sie den Bellarine Highway bezeichnet. Der Nepean Highway aber führt noch 4 km weiter nach Nordwesten zur Ortschaft Portsea, wo er an einem Kreisverkehr endet. Dort liegt der Eingang zum Point Nepean, einer früheren Verteidigungsbatterie und Quarantänestation des Commonwealth of Australia.

## Wichtige Kreuzungen und Anschlüsse
| Nepean Highway                                                                |                                             |                                 |                                                                                 |
| Anschlüsse Richtung Norden                                                    | Entfernung nach Melbourne (km)              | Entfernung nach Frankston (km)  | Anschlüsse Richtung Süden                                                       |
| Ende Nepean Highway (St. Kilda Road) weiter als St. Kilda Road nach Melbourne | 4,6                                         | 35,4                            | Beginn Nepean Highway (St. Kilda Road) von der St. Kilda Road und der Punt Road |
| Ballarat, Bendigo, Geelong über Freeway Queens Road (Princes Highway)         | 4,6                                         | 35,4                            | St. Kilda Fitzroy Street                                                        |
| zur Dandenong; South Yarra, Richmond, Clifton Hill, Heidelberg Punt Road      | 4,6                                         | 35,4                            | St. Kilda Fitzroy Street                                                        |
| St. Kilda Fitzroy Street                                                      | 4,6                                         | 35,4                            | St. Kilda Fitzroy Street                                                        |
| Elwood Barkly Street                                                          | 4,8                                         | 35,2                            | St. Kilda, Elwood Barkly Street                                                 |
| Glen Huntly Glen Eira Road                                                    | 7                                           | 33                              | Ripponlea, Glen Huntly Glen Eira Road                                           |
| weiter als                                                                    | 7,9                                         | 32,1                            | Toorak Hotham Street                                                            |
| Toorak, Burnley Hotham Street                                                 | 7,9                                         | 32,1                            | zusammen mit                                                                    |
| Elsternwick                                                                   | 8                                           | 32                              | Elsternwick                                                                     |
| zusammen mit                                                                  | 8,3                                         | 31,7                            | Brighton Rusden Street                                                          |
| Brighton Rusden Street                                                        | 8,3                                         | 31,7                            | weiter als                                                                      |
| Elwood, Ormond North Road                                                     | 9,9                                         | 30,1                            | Ormond, Oakleigh, Elwood North Road                                             |
| weiter als                                                                    | 11,8                                        | 28,2                            | Caulfield Hawthorn Road                                                         |
| Caulfield, Malvern Hawthorn Road                                              | 11,8                                        | 28,2                            | zusammen mit                                                                    |
| Brighton, Bentleigh Centre Road                                               | 12                                          | 28                              | Bentleigh, Clayton, Brighton Centre Road                                        |
| zusammen mit                                                                  | 13,3                                        | 26,7                            | Sandringham, Black Rock Cummins Road                                            |
| Black Rock Cummins Road                                                       | 13,3                                        | 26,7                            | continues as                                                                    |
| zur Beach Road South Road                                                     | 14,4                                        | 25,6                            | Noble Park; zur Frankston, Portsea über den Freeway South Road                  |
| Moorabbin                                                                     | 14,8                                        | 25,2                            | Moorabbin                                                                       |
| EISENBAHNLINIE NACH FRANKSTON                                                 | 14,8                                        | 25,2                            | EISENBAHNLINIE NACH FRANKSTON                                                   |
| Cheltenham                                                                    | 17,6                                        | 22,4                            | Cheltenham                                                                      |
| weiter als                                                                    | 20,7                                        | 19,3                            | Mentone Balcombe Road                                                           |
| Mentone, Black Rock Balcombe Road                                             | 20,7                                        | 19,3                            | zusammen mit                                                                    |
| zur Beach Road; Oakleigh, Burwood, Surrey Hills Warrigal Road                 | 20,8                                        | 19,2                            | Oakleigh, Parkdale Warrigal Road                                                |
| zusammen mit                                                                  | 21                                          | 19                              | Keysborough, Dandenong Lower Dandenong Road                                     |
| Dandenong Lower Dandenong Road                                                | 21                                          | 19                              | weiter als                                                                      |
| EISENBAHNLINIE NACH FRANKSTON                                                 | 23,3                                        | 16,7                            | EISENBAHNLINIE NACH FRANKSTON                                                   |
| Mordialloc                                                                    | 24                                          | 16                              | Mordialloc                                                                      |
| Beach Road                                                                    | 24,2                                        | 15,8                            | Beach Road                                                                      |
| Aspendale                                                                     | 26,7                                        | 13,3                            | Aspendale                                                                       |
| Edithvale                                                                     | 28,1                                        | 11,9                            | Edithvale                                                                       |
| Springvale, Glen Waverley Edithvale Road                                      | 28,1                                        | 11,9                            | Springvale Edithvale Road                                                       |
| Chelsea                                                                       | 29,7                                        | 10,3                            | Chelsea                                                                         |
| Patterson Lakes, Cranbourne McLeod Road über Station Street                   | 32,3                                        | 7,7                             | Patterson Lakes, Cranbourne McLeod Road über Station Street                     |
| Carrum                                                                        | 32,3                                        | 7,7                             | Carrum                                                                          |
| Dandenong Fletcher Road                                                       | 39,6                                        | 0,4                             | Cranbourne, Flinders Fletcher Road                                              |
| Frankston                                                                     | 40                                          | 0                               | Frankston                                                                       |
| Anschlüsse Richtung Norden                                                    | Entfernung nach Frankston (km)              | Entfernung nach Mornington (km) | Anschlüsse Richtung Süden                                                       |
| Cranbourne, Berwick; zur Melbourne über Freeway Davey Street                  | 0,5                                         | 12                              | Hastings, Flinders Davey Street                                                 |
| Somerville, Tooradin Bungower Road                                            | 11                                          | 1,5                             | Somerville Bungower Road                                                        |
| Ende Beginn                                                                   | 12,5                                        | 0                               | Mornington                                                                      |
| zur ; Moorooduc, Tyabb Mornington-Tyabb Road                                  | 12,5                                        | 0                               | zur Mount Martha, Safety Beach; Tyabb, Moorooduc Mornington-Tyabb Road          |
| Mornington                                                                    | 12,5                                        | 0                               | Ende Beginn                                                                     |
| Anschlüsse Richtung Norden                                                    | Entfernung nach Mornington (km)             | Entfernung nach Flinders (km)   | Anschlüsse Richtung Süden                                                       |
| Frankston, Melbourne Mornington Peninsula Freeway                             | 8,5                                         | 24,5                            | Frankston, Melbourne Mornington Peninsula Freeway                               |
| Ende weiter als                                                               | 9                                           | 24                              | Dromana, Portsea Mornington Peninsula Freeway                                   |
| Dromana, Portsea Mornington Peninsula Freeway                                 | 9                                           | 24                              | weiter als                                                                      |
| weiter als                                                                    | 13                                          | 20                              | Red Hill, Flinders; zur White Hill Road                                         |
| Red Hill; zur Hastings White Hill Road                                        | 13                                          | 20                              | weiter als                                                                      |
| Anschlüsse Richtung Osten                                                     | Entfernung nach Hastings (km)               | Entfernung nach Dromana (km)    | Anschlüsse Richtung Westen                                                      |
| Portsea Mornington Peninsula Freeway                                          | 22,5                                        | 2,5                             | Portsea Mornington Peninsula Freeway                                            |
| weiter als                                                                    | 23                                          | 2                               | Ende weiter als                                                                 |
| Mornington, Frankston, Melbourne Mornington Peninsula Freeway                 | 23                                          | 2                               | Frankston, Melbourne Mornington Peninsula Freeway                               |
| weiter als Nepean Highway                                                     | 24                                          | 1                               | Mount Martha, Mornington Marine Parade                                          |
| Mount Martha, Mornington Marine Parade                                        | 24                                          | 1                               | weiter als Point Nepean Road (Nepean Highway)                                   |
| Dromana                                                                       | 25                                          | 0                               | Dromana                                                                         |
| Anschlüsse Richtung Norden                                                    | Entfernung nach Melbourne über Freeway (km) | Entfernung nach Portsea (km)    | Anschlüsse Richtung Süden                                                       |
| Melbourne über Freeway; Arthurs Seat, Red Hill McCulloch Street               | 82                                          | 25                              | Arthurs Seat, Red Hill McCulloch Street                                         |
| Melbourne über Freeway; McCrae Lonsdale Street                                | 85                                          | 21                              | McCrae Lonsdale Street                                                          |
| Main Ridge Jetty Road                                                         | 86                                          | 20                              | Main Ridge Jetty Road                                                           |
| Rosebud                                                                       | 87                                          | 19                              | Rosebud                                                                         |
| Melbourne über Freeway; Boneo, Flinders Boneo Road                            | 90.5                                        | 18                              | Melbourne über Freeway; Boneo, Flinders Boneo Road                              |
| Melbourne über Freeway Eastbourne Road über Elizabeth Avenue                  | 91,5                                        | 16,5                            | Eastbourne Road über Elizabeth Avenue                                           |
| Rye                                                                           | 96                                          | 12                              | Rye                                                                             |
| Blairgowrie                                                                   | 100                                         | 8                               | Blairgowrie                                                                     |
| Fähre zur Queenscliff                                                         | 104                                         | 4                               | Fähre zur Queenscliff                                                           |
| Sorrento                                                                      | 104,2                                       | 3,8                             | Sorrento                                                                        |
| Portsea                                                                       | 109                                         | 0                               | Portsea                                                                         |
| Beginn Point Nepean Road (Nepean Highway) vom Point-Nepean-Nationalpark       | 110                                         | --                              | Ende Point Nepean Road (Nepean Highway) Eingang zum Point-Nepean-Nationalpark   |